# (39431) 5178 T-2
5178 T-2 (asteroide 39431) é um asteroide da cintura principal. Possui uma excentricidade de 0.05953550 e uma inclinação de 8.70552º.
Este asteroide foi descoberto no dia 25 de setembro de 1973 por Cornelis Johannes van Houten e Ingrid van Houten-Groeneveld e Tom Gehrels em Palomar.